# George van Saksen-Altenburg
George Karel Frederik (Hildburghausen, 24 juli 1796 – Hummelshain, 3 augustus 1853) was van 1848 tot 1853 hertog van Saksen-Altenburg.
Hij was een jongere zoon van hertog Frederik en Charlotte Georgine, dochter van Karel II van Mecklenburg-Strelitz. Op 7 oktober 1825 huwde hij Marie Louise Frederika van Mecklenburg-Schwerin, zuster van Paul Frederik van Mecklenburg-Schwerin. Uit dit huwelijk werden drie kinderen geboren:
- Ernst Frederik Paul George Nicolaas (16 september 1826 – 7 februari 1908) hertog van Saksen-Altenburg
- Albrecht Frederik August (31 oktober 1827 - 28 mei 1835)
- Maurits Frans Frederik (24 oktober 1829 – 13 mei 1907), gehuwd met Augusta, dochter van Bernhard II van Saksen-Meiningen; vader van hertog Ernst II

George kwam op de troon nadat zijn oudere broer Jozef in 1848 ten gunste van hem was afgetreden. Hij schafte de burgerwacht af en verving in 1850 de liberale kieswet van 1848 door een kiesstelsel op basis van drie inkomensgroepen. Met hulp van de landdag begon hij met het afschaffen van de in het revolutiejaar 1848 verworven vrijheden, een werk dat zijn opvolger zou afmaken. Hij stierf in 1853 en werd opgevolgd door zijn zoon Ernst I.